# Nesopelops higginsi
Nesopelops higginsi är en kvalsterart som först beskrevs av Balogh 1970.  Nesopelops higginsi ingår i släktet Nesopelops och familjen Phenopelopidae. Inga underarter finns listade i Catalogue of Life.